# Districtul Oued Tlelat
Oued Tlelat este un district din provincia Oran, Algeria.